# Elisa Queiroz
Maria Elisa Moreira Queiroz (Macaé, 30 de setembro de 1970 - Vitória, 16 de abril de 2011) foi uma artista plástica brasileira.
Formou-se em artes plásticas pela Universidade Federal do Espírito Santo (UFES). Destacou-se[carece de fontes?] pela exploração do corpo feminino, muitas vezes o seu próprio, em obras que questionavam os padrões de beleza da sociedade contemporânea. Foi assim, por exemplo, na exposição Objeto obeso (1998), em que estampou sobre tecidos fotos de partes do corpo.
A instalação Namoradeira (1999) consistiu de duas cadeiras, esculpidas em madeira com o formato de corpos obesos masculino e feminino.
Experimentou também a linguagem cinematográfica, em curtas como A Novilha Rebelde (The Sound of Mu) (2005), que dirigiu em parceria com o cineasta Erly Vieira.
No dia 8 de março de 2011 a artista plástica foi internada, onde lutou contra uma infecção generalizada. Elisa tinha diabetes, o que complicou o quadro. Morreu no dia 16 de abril e foi enterrada no Cemitério Jardim da Paz, em Laranjeiras, na Serra.

## Obras
Entre as suas obras mais marcantes estavam as instalações A namoradeira e Wonderbra, o videoinstalação Comelância e os curtas A novilha rebelde (2005) e Free Williams.
A instalação A namoradeira, segundo o artista Erly Vieira, consistia no conjunto de imagens em que as figuras de Elisa e de pessoas obesas ligadas a ela (amantes, ex-amantes, amigos) eram utilizadas em releituras irônicas de obras clássicas da história da arte, devidamente fotografadas e transferidas para suportes comestíveis e, portanto, tão perecíveis quanto o corpo humano. Já a instalação Wonderbra, realizada na Galeria Homero Massena (Vitória, 2003) explorava uma conjugação de dois fatores predominantes no imaginário popular brasileiro: mulher e futebol.  

## Exposições individuais
- 1992 - Macaé - Tokio Jazz - Bar Galeria
- 1995 - Macaé - Bali Brasil - Bar Galeria
- 1996 - Vitória - Espaço de Arte da Condesa
- 1996 - Linhares - Instituto Histórico e Geográfico
- 1967 - Vitória  - Raiz Quadrada - Bar Galeria
- 1997 - Vitória - Beco do Blues
- 1997 - Vitória  - Galeria É
- 1998 - Vitória - Galeria de Arte Espaço Universitário/Ufes
- 1998 - Vitória - Degas
- 1998 - Linhares - Guararema Clube
- 2001 - Vitória - Espaço Cultural da Ilha
- 2001 - Vitória - Oficina da Massa[6]